# Детинне
Детинне (Дзецинне, пол. Dziecinne) — село в Польщі, у гміні Ботьки Більського повіту Підляського воєводства. Населення — 39 осіб (2011).

## Історія
У 1975—1998 роках село належало до Білостоцького воєводства.

## Демографія
У 1929 році в селі налічувалось 10 православних родин.
Демографічна структура станом на 31 березня 2011 року:
|          | Загалом | Допрацездатний вік | Працездатний вік | Постпрацездатний вік |
| -------- | ------- | ------------------ | ---------------- | -------------------- |
| Чоловіки | 19      | 2                  | 13               | 4                    |
| Жінки    | 20      | 1                  | 5                | 14                   |
| Разом    | 39      | 3                  | 18               | 18                   |